# 猿沢村 (岩手県)
猿沢村（さるさわむら）は、昭和30年（1955年）まで岩手県東磐井郡にあった村。現在の一関市大東町猿沢にあたる。

## 沿革
- 明治22年（1889年）4月1日 - 町村制施行にともない、旧来の猿沢村単独で村制施行。
- 昭和30年（1955年）4月1日 - 大原町・摺沢町・興田村・渋民村と合併し、大東町となる。

## 行政
- 歴代村長

| 代     | 氏名         | 就任                       | 退任                       | 備考 |
| ------ | ------------ | -------------------------- | -------------------------- | ---- |
| 1      | 小野寺栄三郎 | 明治22年（1889年）5月18日  | 明治26年（1893年）5月17日  |      |
| 2〜3   | 及川権十郎   | 明治26年（1893年）5月18日  | 明治34年（1901年）5月17日  |      |
| 4〜5   | 中津山直太   | 明治34年（1901年）5月18日  | 明治38年（1905年）11月14日 |      |
| 6      | 金孝治       | 明治38年（1905年）12月7日  | 明治42年（1909年）9月2日   |      |
| 7      | 及川六太夫   | 明治42年（1909年）11月10日 | 明治44年（1911年）12月25日 |      |
| 8      | 佐藤金治     | 明治45年（1912年）3月22日  | 大正3年（1914年）8月24日   |      |
| 9      | 千田弥右衛門 | 大正3年（1914年）10月5日   | 大正6年（1917年）9月10日   |      |
| 10     | 小野寺半蔵   | 大正7年（1918年）4月2日    | 大正8年（1919年）8月29日   |      |
| 11     | 佐藤弘毅     | 大正9年（1920年）1月17日   | 大正13年（1924年）1月16日  |      |
| 12     | 金孝治       | 大正13年（1924年）8月6日   | 昭和3年（1928年）2月27日   | 再任 |
| 13〜14 | 佐藤恂       | 昭和3年（1928年）3月26日   | 昭和10年（1935年）3月6日   |      |
| 15     | 村上正雄     | 昭和10年（1935年）4月1日   | 昭和12年（1937年）1月24日  |      |
| 16〜17 | 中津山雄祐   | 昭和12年（1937年）5月28日  | 昭和19年（1944年）4月7日   |      |
| 18     | 佐藤恂       | 昭和19年（1944年）5月2日   | 昭和20年（1945年）11月24日 | 再任 |
| 19     | 新渡戸竜見   | 昭和21年（1946年）3月6日   | 昭和21年（1946年）11月12日 |      |
| 20     | 佐山亮一     | 昭和22年（1947年）4月7日   | 昭和26年（1951年）4月6日   |      |
| 21     | 岩淵喜悦     | 昭和26年（1951年）4月23日  | 昭和30年（1955年）3月31日  |      |